# 1,1,2-Trichlorpropan
1,1,2-Trichlorpropan ist eine chemische Verbindung aus der Gruppe der chlorierten Kohlenwasserstoffe und eines der Isomere von 1,2,3-Trichlorpropan.

## Vorkommen
1,1,2-Trichlorpropan und seine Isomere sind Nebenprodukte von Synthesen von Propylenchlorhydrinen und anderen Propylenderivaten.

## Eigenschaften
1,1,2-Trichlorpropan ist eine farblose klare Flüssigkeit, die schwer löslich in Wasser ist.